# Шнабель, Карл Ульрих
Карл Ульрих Шнабель (нем. Karl Ulrich Schnabel; 6 августа 1909, Берлин — 27 августа 2001, Данбери) — немецко-американский пианист еврейского происхождения, музыкальный педагог. Сын пианиста Артура Шнабеля и певицы Терезы Бер.

## Биография
Карл Ульрих Шнабель учился в Берлинской Высшей школе музыки у Леонида Крейцера и Павла Юона. Вместе с родителями в 1930-е гг. жил в Англии и Италии, а с 1939 г. в США. Аккомпанировал своей матери (особенно в песнях Франца Шуберта), выступал и в дуэте с отцом. В 1939 году женился на пианистке Хелен Фогель, с которой затем вместе концертировал. Преподавал в нью-йоркских музыкальных колледжах (среди его учеников были Ричард Гуд, Мюррей Перайя, Урсула Оппенс, Питер Серкин и др.).
В 1940-е гг. Шнабель основал одну из первых в Соединённых Штатах Америки лабораторий электронной музыки.

### Преподаватель

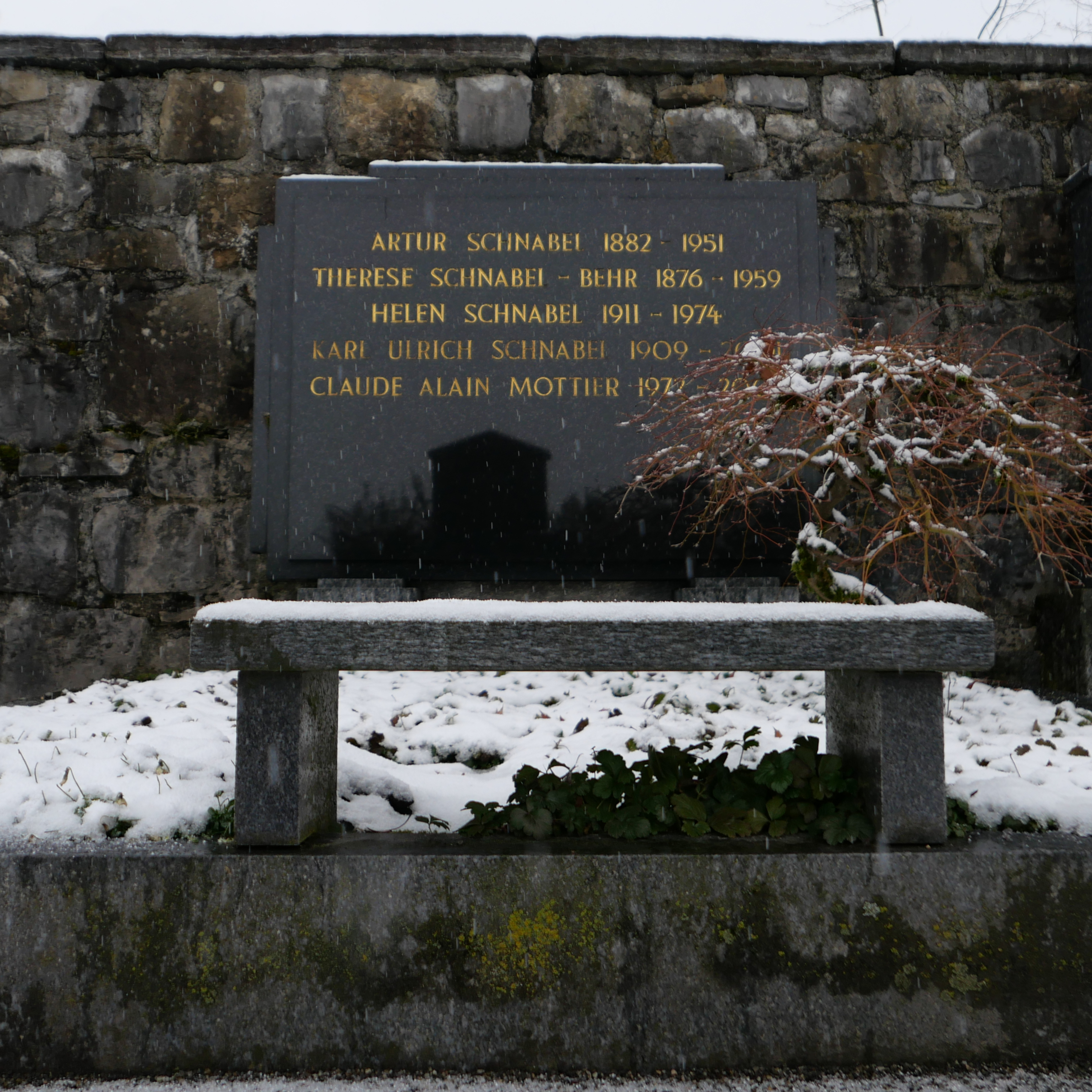
Семейная могила в январе 2024 года.

Известен как преподаватель фортепиано. Он начал преподавать в возрасте 13 лет в качестве помощника своего отца. В 1940 году он возглавил все инструментальные отделения Нью-Йоркской школы Далькроза. Начиная с 1947 года он возобновил семейную традицию: ежегодные международные летние курсы магистратуры на озере Комо, Италия. Кроме того, он преподавал магистерские курсы в Англии, Шотландии, Франции, Италии, Германии, Австрии, Испании, Израиле, Бразилии, Японии, Австралии, Новой Зеландии, Канаде и по всем Соединенным Штатам, в том числе на фестивале в Равинии. В 1985 году он стал преподавателем в Манхэттенской музыкальной школе и продолжал работать там до своей отставки в 2000 году.
Шнабель был похоронен на семейном участке в Швице, Швейцария, рядом со своими родителями и женой. Его дочь Анн Шнабель Моттье в настоящее время управляет Музыкальным фондом Шнабеля вместе со своим мужем Франсуа Моттье. Их сын Клод Ален Мотье (1972-2002), который также был пианистом, погиб невинной жертвой в дорожно-транспортном происшествии и тоже был похоронен в семейной могиле. В 2006 году муниципалитет Швица объявил могилу охраняемым памятником, поэтому на нее не распространяются правила, предусматривающие вывоз останков по истечении определенного периода.